# سیارک ۲۵۰۳۲
سیارک ۲۵۰۳۲ (به انگلیسی: 25032 Randallray، نامگذاری:1998QV31) بیست و پنج هزار و سی و دومین سیارک کشف شده‌است که در ۱۷ اوت ۱۹۹۸ کشف شد.
قدر مطلق سیارک برابر ۱۳.۵ است.